# Бражинскас, Альгимантас
Альгимантас (Альгис) Бражинскас (лит. Algimantas Bražinskas; 12 ноября 1937, Вилкавишкис, Литва — 29 января 2020, Вильнюс, Литва) — литовский композитор.

## Биография
В 1961 году окончил Литовскую консерваторию (класс проф. Э. Бальсиса). Занимался обработкой народных песен. Писал музыку к спектаклям и кинофильмам.

## Сочинения
- опера «Кристионас» / Kristijonas (1983, постановка 1985)
- опера Liepsna (1987)
- мюзикл «Говоруны Паграмантиса» / Pagramančio šnekučiai (1975)
- мюзикл Gaivus šiukšlynų vėjas (1998)
- оратория «Песнь радости» / Džiaugsmų daina (1997)
- кантата «Родине — сутартине сердец» (1968)
- кантата «В стране братьев-исполинов» / Brolių milžinų šaly (1972)
- симфония для баса и оркестра «Homo sum» (1973)
- камерная симфония (1967)
- концертино для струнного оркестра (1969)
- 2 концерта для фортепиано с оркестром (1960, 1983)
- симфоническая поэма / Laimės žiburys (1959)
- 2 квинтета (1966, 1975)
- скрипичные сонаты
- 3 фортепианных сонат
- хоровой концерт «Лето для моей земли» (1985)
- вокальные циклы
- эстрадная музыка

## Фильмография
- 1961 — Норд-вест / Suominis (к/м)
- 1964 — Девочка и эхо / Paskutinė atostogų diena
- 1967 — Поворот / Posūkis

## Награды
- 1970 — Премия Ленинского комсомола Литовской ССР
- 1973 — Государственная премия Литовской ССР
- 1975 — Заслуженный деятель искусств Литовской ССР
- 2004 — Кавалер ордена Витаутаса Великого
- 2008 — Премия Правительства Литвы в области культуры и искусства